# Lake Andes
Lake Andes é uma cidade localizada no estado norte-americano de Dakota do Sul, no Condado de Charles Mix.

## Demografia
Segundo o censo norte-americano de 2000, a sua população era de 819 habitantes.
Em 2006, foi estimada uma população de 784, um decréscimo de 35 (-4.3%).

## Geografia
De acordo com o United States Census Bureau tem uma área de
2,2 km², dos quais 2,1 km² cobertos por terra e 0,1 km² cobertos por água. Lake Andes localiza-se a aproximadamente 451 m acima do nível do mar.

## Localidades na vizinhança
O diagrama seguinte representa as localidades num raio de 24 km ao redor de Lake Andes.